# This Art Club Has a Problem!
Kono Bijutsubu ni wa Mondai ga Aru! (яп. この美術部には問題がある! Коно Бидзюцубу ни ва Мондай га Ару!, букв.«У клуба искусств есть проблема!») или просто Konobi — манга авторства Imigimuru. Начала публикацию в журнале Dengeki Maoh издательства ASCII Media Works в декабре 2012 года. Премьера аниме-адаптации производства студии Feel состоялась 8 июля 2016 года.

## Сюжет
Субару Итимаки — гений, однако все его желания сводятся лишь к тому, чтобы нарисовать идеальную двухмерную жену. Дабы достичь своей цели, он вступает в школьный клуб искусств, где и встречает остальных его членов: озорную Колетт, доставляющую окружающим неприятности, практически постоянно спящего президента клуба и очаровательную Мидзуки Усами, которая занимается настоящей клубной деятельностью и призывает к этому остальных.

## Медиа-издания

### Манга
Манга, написанная и проиллюстрированная Imigimuru, Начала публиковаться в журнале Dengeki Maoh издательства ASCII Media Works с декабря 2012 года. По состоянию на 26 мая 2017 года было опубликовано восемь томов.

#### Список томов
| № | Дата публикации       | ISBN                |
| - | --------------------- | ------------------- |
| 1 | 27 мая 2013 года      | ISBN 978-4048916455 |
| 2 | 27 ноября 2013 года   | ISBN 978-4048661003 |
| 3 | 26 июня 2014 года     | ISBN 978-4048666664 |
| 4 | 26 февраля 2015 года  | ISBN 978-4048692342 |
| 5 | 27 октября 2015 года  | ISBN 978-4048653497 |
| 6 | 24 июня 2016 года     | ISBN 978-4048921244 |
| 7 | 27 сентября 2016 года | ISBN 978-4048923392 |
| 8 | 26 мая 2017 года      | ISBN 978-4048929103 |

### Аниме
О создании аниме-адаптации было объявлено в декабрьском номере журнала Dengeki Maoh от 2015 года. Её режиссером стал Кэй Оикава, сценарий написал Нарухиса Аракава, анимацией занималась студия Feel, за дизайн персонажей отвечала Май Оцука, а композитором стал Gin. Премьера сериала состоялась 8 июля 2016 года, он транслировался на телеканалах TBS, CBC, SUN и BS-TBS. Открывающую композицию «STARTING NOW!» исполнила Нана Мидзуки, а закрывающую «Koisuru Zukei» (яп. 恋する図形) Сумирэ Уэсака.

#### Список серий
| № серии | Название                                                                                            | Трансляция в Японии   |
| ------- | --------------------------------------------------------------------------------------------------- | --------------------- |
| 1       | С этими людьми что-то не так «Мондай га Ару Хитотати» (問題がある人たち)                            | 8 июля 2016 года      |
| 1       | Прощай, Утимаки-кун «Саёнара Утимаки-кун» (さよなら内巻くん)                                        | 8 июля 2016 года      |
| 2       | Дело об убийстве президента клуба искусств «Бидзюцубу Бутё: Сацудзин Дзикэн» (美術部部長殺人事件)   | 15 июля 2016 года     |
| 2       | Хороший, плохой и заблудившийся ребёнок «Ии ко Варуи Ко Маиго но Ко» (良い子悪い子迷子の子)         | 15 июля 2016 года     |
| 2       | Переполох с любовным письмом «Рабу Рэта: Паникку» (ラブレターパニック)                              | 15 июля 2016 года     |
| 3       | Где вещь, которую вы ищете? «Сагаси Моно ва Доко э Итта?» (さがしものはどこへいった？)              | 22 июля 2016 года     |
| 3       | Боб-каре «Сё:то Бобу» (ショートボブ)                                                                | 22 июля 2016 года     |
| 3       | Непрямой поцелуй «Кансэцу Киссу» (缶接キッス)                                                       | 22 июля 2016 года     |
| 4       | Добро пожаловать в клуб искусств «Бидзюцубу э Ё:косо» (美術部へようこそ)                            | 29 июля 2016 года     |
| 4       | Прогулка Колетты «Корэ Сампо» (コレさんぽ)                                                          | 29 июля 2016 года     |
| 4       | Потихоньку, понемножку «Сукоси Дзуцу, Тётто Дзуцу» (少しずつ、ちょっとずつ)                         | 29 июля 2016 года     |
| 5       | Череда ошибок «Кантигай Торэин» (勘違いトレイン)                                                    | 5 августа 2016 года   |
| 5       | Голуби, русалки и чистка бассейна «Хато то Нингё то Пу:ру Со:дзи» (ハトと人魚とプール掃除)          | 5 августа 2016 года   |
| 6       | Таинственная новенькая красавица «Надзо но Бисё:дзё Тэнко:сэй» (謎の美少女転校生)                   | 12 августа 2016 года  |
| 6       | Интересная пара «Ки ни Нару Футари» (気になる2人)                                                   | 12 августа 2016 года  |
| 7       | Наша первая совместная работа...? «Хадзимэтэ но Кё:до: Сагё:...?» (はじめての共同作業...?)          | 19 августа 2016 года  |
| 7       | Наставница Имари «Масута: Имари» (マスター伊万莉)                                                   | 19 августа 2016 года  |
| 8       | Потайная комната «Химицу но Хэя» (秘密の部屋)                                                       | 26 августа 2016 года  |
| 8       | Отправляемся на поиски сокровищ «Рэццу Торэдзя: Ханто» (れっつとれじゃーはんと)                     | 26 августа 2016 года  |
| 9       | Найти гримуар! «Мадо:сё о Оэ!» (魔導書を追え!)                                                      | 2 сентября 2016 года  |
| 9       | Возвращение претендента «Тё:сэнся Футатаби» (挑戦者ふたたび)                                        | 2 сентября 2016 года  |
| 9       | Прогулка Моэ «Моэ Сампо» (もえさんぽ)                                                               | 2 сентября 2016 года  |
| 10      | Бирюзовый цвет из воспоминаний «Омоидэ но Та:коидзу Буру:» (思い出のターコイズブルー)               | 9 сентября 2016 года  |
| 10      | Дополнительные занятия с Усами «Усами Дзюку» (宇佐美塾)                                             | 9 сентября 2016 года  |
| 10      | Разоблачительница Каори «Басута: Каори» (バスターかおり)                                            | 9 сентября 2016 года  |
| 11      | Единство! Пустые банки! Культурный фестиваль! «Данкэцу! Аки Кан! Бункасай!» (団結! 空き缶! 文化祭!) | 16 сентября 2016 года |
| 12      | Отныне «Корэкара Саки мо» (これからさきも)                                                          | 23 сентября 2016 года |